# Dirk Brouwer (astronoom)
Dirk Brouwer (Rotterdam, 1 september 1902 - New Haven, 31 januari 1966) was een Nederlands-Amerikaans astronoom. 
Hij promoveerde in 1927 aan de Universiteit Leiden bij Willem de Sitter. De titel van zijn proefschrift was Diskussie van de waarnemingen van Satellieten I, II en III van Jupiter, gedaan te Johannesburg door Dr. R. T. A. Innes in de jaren 1908-1925. Vervolgens ging hij naar de Yale University in Connecticut. Van 1941 tot 1966 was hij redacteur van de Astronomical Journal.
Hij was gespecialiseerd in hemelmechanica en samen met Gerald Clemence schreef hij het boek Methods of Celestial Mechanics.

## Prijzen en onderscheidingen
- Gouden medaille van de Royal Astronomical Society (1955)
- Bruce Medal (1966)

## Naar Brouwer vernoemd
- Planetoïde 1746 Brouwer
- De krater Brouwer op de maan.
- De Dirk Brouwer Awards  van de American Astronautical Society.
- De Dirk Brouwer Awards  van de Division on Dynamical Astronomy van de American Astronomical Society.